# Plestiodon sumichrasti
Plestiodon sumichrasti är en ödleart som beskrevs av  Cope 1867. Plestiodon sumichrasti ingår i släktet Plestiodon och familjen skinkar. Inga underarter finns listade i Catalogue of Life.